# 우간다의 국기

우간다의 국기 비율 2:3

우간다의 국기는 1962년 10월 9일에 제정되었다.
검은색, 노란색, 빨간색 세 가지 색으로 구성된 여섯 개의 가로 줄무늬 바탕 가운데에 그려진 하얀색 원 안에는 우간다의 국조인 회색관두루미가 그려져 있다. 검은색은 아프리카인을, 노란색은 빛나는 태양을, 빨간색은 아프리카의 형제애를 의미한다.

## 색상
| 색상 | 검정            | 노랑                | 빨강              | 하양                  |
| ---- | --------------- | ------------------- | ----------------- | --------------------- |
| RGB  | 0–0–0 (#000000) | 252–220–4 (#FCDC04) | 217–0–0 (#D90000) | 255–255–255 (#FFFFFF) |

## 여러 국기들

대통령기
우간다 보호령 (1914년 ~ 1962년)
우간다 보호령 총독기(1914년 ~ 1962년)
1962년 3월 ~ 10월 9일